# 黒田杏子
黒田 杏子（くろだ ももこ、1938年8月10日 - 2023年3月13日）は、日本の俳人。

## 来歴
東京市本郷生まれ。父は開業医。1944年栃木県に疎開、高校卒業まで栃木県内で過ごす。栃木県立宇都宮女子高等学校から東京女子大学に進学。大学入学と同時に俳句研究会「白塔会」に入り、山口青邨の指導を受け、青邨主宰の「夏草」に入会。東京女子大学文学部心理学科を卒業後、博報堂に入社。テレビ、ラジオ局プランナー、雑誌『広告』編集長などを務め、瀬戸内寂聴、梅原猛、山口昌男など多数の著名文化人と親交を持つ。この間、10年ほど作句を中断。1970年、青邨に再入門。青邨没後、1990年俳誌「藍生」（あおい）を創刊、主宰。日本経済新聞俳壇選者。日本ペンクラブ会員。
2023年3月13日、脳内出血のため死去。84歳没。戒名は随琴院文春杏麗大姉。

## 人物
- 代表句に「白葱のひかりの棒をいま刻む」「一の橋二の橋ほたるふぶきけり」など。
- 「季語の現場人」と自ら名付けた姿勢を作句の基本とし、平明な表現で季語を生かす句風を特徴とする。
- 結社活動も含め俳人として精力的な活動を行っており、おかっぱ頭、モンペ姿のトレードマークで親しまれている。
- 女流では宇多喜代子らと並び称される存在である。
- 句作を再開した1970年から同時に「日本列島桜花巡礼」を発心、30年かけて全国の桜を巡り「桜」の俳人としても知られる。
- 高橋睦郎が黒田に大石悦子と会うことを話すと、黒田は「なんであんな馬鹿女と会うの、会わなくていいわよ」と発言したという[5]。これに関連して、黒田の名誉を傷つけられたとして黒田の遺族と俳人らが2023年10月25日、角川文化振興財団等に対して抗議・申入書を提出したことが公表された[5]。
  - 上記の件について、雑誌『俳句』2023年12月号で、雑誌編集部と高橋睦郎の謝罪文が掲載された[6]。

## 評価
横澤放川は黒田について「社会に対する関心と洞察が黒田さんの俳人としての生涯を貫いていた。作句が、種々の社会と連携した活動と一体になっていた感がある」と評している。

## 受賞歴
- 1975年：夏草新人賞
- 1986年：夏草賞
- 1982年：句集『木の椅子』により現代俳句女流賞および第5回俳人協会新人賞
- 1995年：句集『一木一草』により俳人協会賞
- 2008年：第1回桂信子賞
- 2011年：句集『日光月光』により第45回蛇笏賞
- 2020年：第20回現代俳句大賞[7]

## 著書

### 句集
- 第一句集『木の椅子』（牧羊社、1981年）
- 第二句集『水の扉』（牧羊社、1983年。のち邑書林句集文庫、1997年）
- 第三句集『一木一草』（花神社、1995年）
- 第四句集『花下草上』（角川書店、2005年）
- 『黒田杏子句集成』（角川書店、2007年）
- 第五句集『日光月光』（角川学芸出版、2010年）
- 第六句集『銀河山河』（角川学芸出版、2013年）
- 第七句集『八月』（角川学芸出版、2023年） - 遺句集

### その他
- 『あなたの俳句づくり 季語のある暮らし』1987　小学館カルチャー専科　「今日からはじめる俳句」小学館ライブラリー
- 『俳句と出会う』小学館、1995年　のちライブラリー
- 『「おくのほそ道」をゆく』植田正治写真 小学館　1997
- 『黒田杏子歳時記』立風書房　1997
- 『俳句、はじめてみませんか』立風書房　1997
- 『はじめての俳句づくり-五・七・五のたのしみ』小学館フォトカルチャー、1997年
- 『花天月地』立風書房　2001
- 『季語の記憶』白水社　2003
- 『布の歳時記』白水社、2003年 のちUブックス
- 『金子兜太養生訓』白水社　2005
- 『俳句列島日本すみずみ吟遊』飯塚書店、2005年
- 『俳句の玉手箱』飯塚書店、2008年
- 『暮らしの歳時記 未来への記憶』岩波書店　2011
- 『手紙歳時記』白水社、2012
- 『証言・昭和の俳句』コールサック社、2021

## 共編著
- 『旅の季寄せ』 秋、夏、春、冬　広瀬直人共編　日本交通公社出版事業局　1986
- 『花鳥俳句歳時記』夏、春、秋、冬・新年 編　平凡社　1987-88
- 『現代歳時記』金子兜太,夏石番矢共編　成星出版　1997　のちたちばな出版
- 『廣重江戸名所吟行』編　小学館　1997
- 『女流俳句集成』宇多喜代子共編　立風書房　1999
- 『現代俳句鑑賞』選　深夜叢書社　2000
- 『四国遍路吟行 俳句列島日本すみずみ吟遊』編・著　中央公論新社　2003
- 『奥会津歳時記』榎本好宏共編　只見川電源流域振興協議会　2006